# Limba nordică veche
Limba nordică veche este o limbă germanică de nord, care era vorbită de scandinavi și de locuitorii teritoriilor ocupate de vikingi până prin 1300. Schimbările care deosebesc limba nordică veche de limba proto-nordică au fost terminate cam prin sec. al VIII-lea d.Hr., iar o a doua perioadă de tranziție a fost de la mijlocul până la sfârșitul sec. al XIV-lea, când limbile germanice de nord moderne s-au izolat întratât încât au devenit limbi de sine stătătoare.

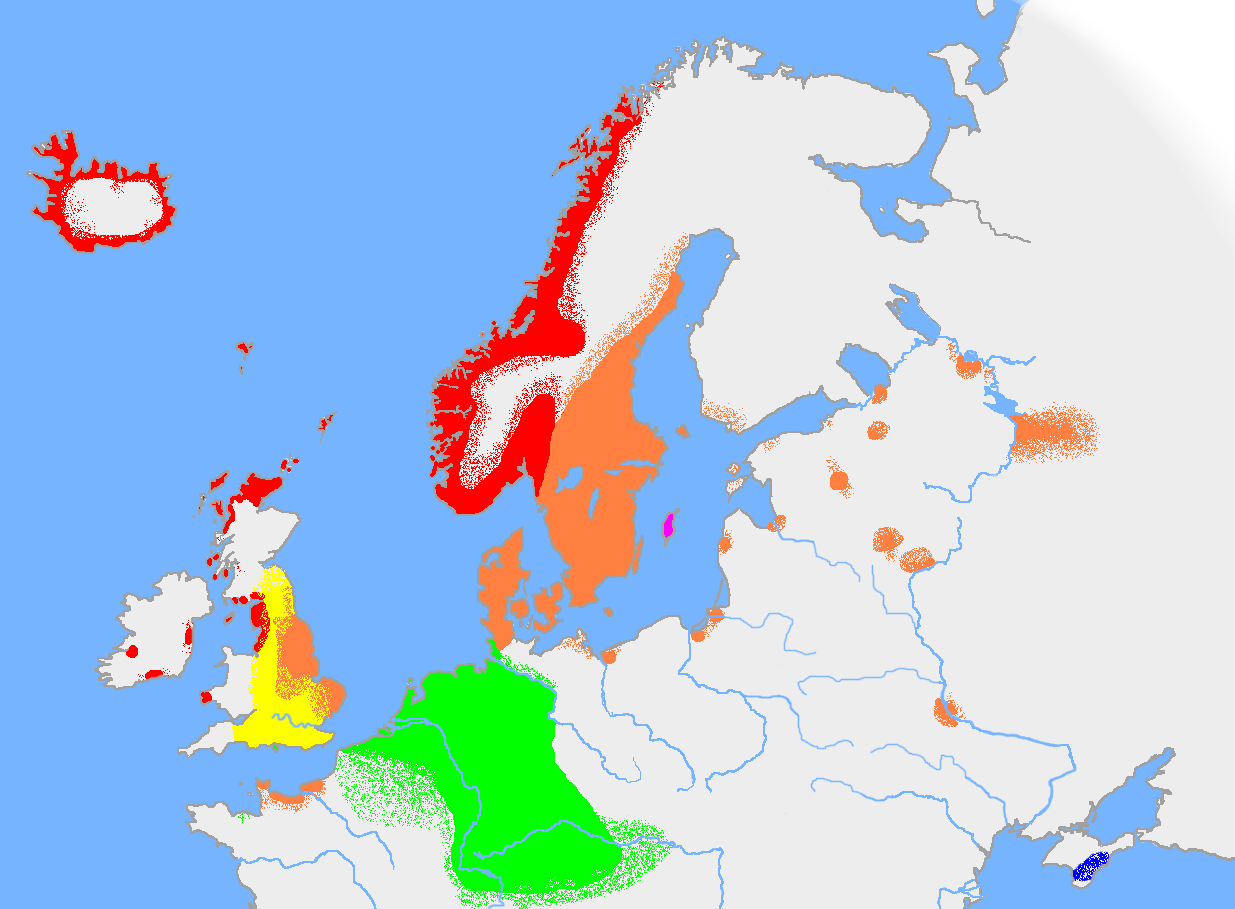
Dialectele limbii nordice vechi ca. 900 d.H. Zona roșie: dialectul nordic vechi de vest, zona roz deschis: dialectul gutnic vechi, zona portocalie: dialectul nordic vechi de est, zona albastră: gotica din Crimeea, zona galbenă: engleza veche, verde: alte limbi germanice

Majoritatea vorbitorilor vorbeau dialectul nordic vechi de est, în regiunea unde care sunt actualmente Suedia și Danemarca. Dar între cele două dialecte majore (de est și de vest) nu existau granițe clar definite.
Cu timpul limba nordică veche s-a împărțit în limbile: suedeză, daneză, faroeză, islandeză și norvegiană.

## Vocale
|              | Vocale anterioare | Vocale anterioare | Vocale anterioare | Vocale anterioare | Vocale posterioare | Vocale posterioare | Vocale posterioare | Vocale posterioare |
| Nerotunjite  | Nerotunjite       | Rotunjite         | Rotunjite         | Nerotunjite       | Nerotunjite        | Rotunjite          | Rotunjite          |                    |
| ------------ | ----------------- | ----------------- | ----------------- | ----------------- | ------------------ | ------------------ | ------------------ | ------------------ |
| Închise      | [i]               | [iː]              | [y]               | [yː]              |                    |                    | [u]                | [uː]               |
| Semideschise | [e]               | [eː]              | [ø]               | [øː]              |                    |                    | [o]                | [oː]               |
| Deschise     |                   | [æː]              |                   |                   | [a]                | [aː]               | [ɒ]                | ([ɒː])             |

## Consoane
|                     | Labiale   | Dentale   | Alveolare | Palatale | Velare      | Labiovelare | Glotale |
| ------------------- | --------- | --------- | --------- | -------- | ----------- | ----------- | ------- |
| Ocluzionale         | [p] [b]   | [t] [d]   |           |          | [k] [g]     |             |         |
| Nazale              | [m]       | [n]       |           |          | ([ŋ])       |             |         |
| Fricative           | [f] ([v]) | [θ] ([ð]) | [s]       |          | ([x]) ([ɣ]) |             | [h]     |
| Vibrante            |           |           | [r]       |          |             |             |         |
| Aproximante         |           |           |           | [j]      |             | [w]         |         |
| Lateral aproximante |           |           | [l]       |          |             |             |         |

## Ortografia
| Foneme | sec. 9-10 | sec. 11-13 | sec. 12-14    | Nordica veche standardizată |
| ------ | --------- | ---------- | ------------- | --------------------------- |
| /p/    | ᛒ         | ᛔ, ᛕ       | p             | p                           |
| /b/    | ᛒ         | ᛒ          | b             | b                           |
| /f/    | ᚠ         | ᚠ          | f             | f                           |
| /v/    | ᚠ         | ᚡ          | f, ff, u, ffu | f                           |
| /t/    | ᛏ         | ᛐ          | t             | t                           |
| /d/    | ᛏ         | ᛑ          | d             | d                           |
| /θ/    | ᚦ         | ᚦ          | þ, th         | þ                           |
| /ð/    | ᚦ         | ᚧ          | þ, th         | ð                           |
| /s/    | ᛋ         | ᛌ          | s             | s                           |
| /ts/   | ᛋ         | ᛌ          | s, z          | z                           |
| /k/    | ᚴ         | ᚴ          | k, c          | k                           |
| /g/    | ᚴ         | ᚵ          | g             | g                           |
| /ɣ/    | ᚴ         | ᚵ          | g, gh         | g                           |
| /h/    | ᚼ         | ᚼ          | h             | h                           |
| /m/    | ᛘ         | ᛘ          | m             | m                           |
| /n/    | ᚾ         | ᚿ          | n             | n                           |
| /r/    | ᚱ         | ᚱ          | r             | r                           |
| /ɽ/    | ᛦ         | ᛧ          | r             | r                           |
| /l/    | ᛚ         | ᛚ          | l             | l                           |
| /j/    | ᛁ         | ᛁ          | i             | j                           |
| /w/    | ᚢ         | ᚢ          | u, w, ƿ       | v                           |

| Foneme           | sec. 9-10 | sec. 11-13 | sec. 12-14          | Nordica veche de vest tipărită |
| ---------------- | --------- | ---------- | ------------------- | ------------------------------ |
| /iː/             | ᛁ         | ᛁ          | i, ii, í            | í                              |
| /i/              | ᛁ         | ᛁ          | i                   | i                              |
| /i/ (unstressed) | ᛁ         | ᛁ , ᛅ      | i, e, æ             | i                              |
| /eː/             | ᛁ         | ᚽ          | e, ee, é, æ, ææ     | é                              |
| /e/              | ᛁ, ᛁᚬ     | ᛅ          | e, æ                | e                              |
| /æː/             | ᛅ, ᚬ      | ᛅ          | æ, ææ, ę            | æ                              |
| /æ/              | ᛅ, ᚬ      | ᛅ          | e, ę                | e                              |
| /aː/             | ᛅ, ᚬ      | ᛆ          | a, aa               | á                              |
| /a/              | ᛅ, ᚬ      | ᛆ          | a                   | a                              |
| /a/ (unstressed) | ᛅ, ᚬ      | ᛆ          | a, æ                | a                              |
| /yː/             | ᚢ         | ᚤ, ᛦ       | y, yy               | ý                              |
| /y/              | ᚢ         | ᚤ, ᛦ       | y                   | y                              |
| /øː/             | ᚢ         | ᚯ          | ø, øø, ǿ, ǫ         | œ                              |
| /ø/              | ᚢ , ᛅᚢ    | ᚯ          | ø, ǫ                | ø                              |
| /uː/             | ᚢ         | ᚢ          | u, uu, ú            | ú                              |
| /u/              | ᚢ         | ᚢ          | u                   | u                              |
| /u/ (unstressed) | ᚢ         | ᚢ, ᚮ       | u, o                | u                              |
| /oː/             | ᚢ         | ᚮ          | o, oo, ó            | ó                              |
| /o/              | ᚢ         | ᚮ          | o                   | o                              |
| /ɒː/ > /aː/      | ᛅ, ᛅᚢ     | ᛆ          | a, aa, á, ó         | á, ǫ́                           |
| /ɒ/              | ᛅ, ᛅᚢ     | ᛆ          | W ǫ, o / E a, ø     | ǫ                              |
| /juː/            | ᛁ ᚢ       | ᛁ ᚢ        | iu, iú              | jú                             |
| /joː/            | ᛁ ᚢ       | ᛁ ᚢ        | W io, ió / E iu     | jó                             |
| /jɒ/             | ᛁ ᛅ       | ᛁ ᛆ        | W io, iǫ / E io, iø | jǫ                             |
| /ja/             | ᛁ ᛅ       | ᛁ ᛆ        | ia                  | ja                             |
| /æi/             | ᛅᛁ        | ᛅᛁ / ᚽ     | W ei / E e, ee      | e                              |
| /ɒu/             | ᛅᚢ        | ᛆᚢ / ᚯ     | W au / E ø, øø      | au                             |
| /øy/             | ᛅᚢ        | ᛆᚢ / ᚯ     | W ey / E ø, øø      | ey                             |